# Синтаксис
Си́нтаксис (др.-греч. σύν-ταξις «составление», «координация», «порядок») — раздел лингвистики, в котором изучаются номинативные и коммуникативные языковые единицы: предложение и словосочетание. Синтаксис в буквальном переводе означает не только составление, но и упорядочивание, координирование, соединение слов в связный текст. Этот раздел науки о языке изучает лексическое и грамматическое значение словосочетаний, а также виды синтаксической связи.
В лингвистике синтаксис — это совокупность правил, теоретических систем и языковых процессов, упорядочивающих и изучающих структуру предложений в каком-либо языке. Целью многих синтаксисов является установление синтаксических правил, общих для всех языков, а также изучение способов объединения слов в словосочетания и предложения в различных языках.

## Основные понятия
Синтаксис изучает способы объединения слов в словосочетания и предложения. Участвуя в построении предложения, любой носитель языка связывает все языковые единицы в предложение, поэтому синтаксис относят к основам коммуникации. В каждом языке слова и словосочетания складываются в связную речь, письменную или устную, на основе синтаксических связей, использующих модели, характерные для данного языка. Модели построения речи в каждом языке имеют множественные признаки и особенности, характерные для фонетического, грамматического и морфологического строя данного языка.
Предметом изучения в синтаксисе являются «синтаксические единицы», или языковые конструкции, в которых элементы речи объединены синтаксическими связями и отношениями. Синтаксис неразрывен с нормами коммуникации, структурой мышления и обозначаемой действительностью, что делает его наиболее универсальной частью языковой структуры. Вместе с тем в каждом языке действуют свои специфические правила синтаксических отношений и способы их применения. Во многих языках цель синтаксиса — создать свод правил и систем для процессов, происходящих в языковой среде, которые изучают и упорядочивают способы сочетания слов и многообразную структуру текста. Слово «синтаксис» имеет, в основном, два значения:
Грамматический строй языка
- слова, являющиеся членами предложения;
- словосочетания;
- предложения простые и сложные;
- тексты.

Раздел науки о языке, изучающий
- виды синтаксических связей;
- лексическое и грамматическое значение словосочетаний в предложении.

Синтаксические отношения между компонентами в словосочетании имеют в разных языках значительные типологические различия. Синтаксис языка, как письменного, так и устного, отражён в процессе взаимного упорядоченного расположения человеком частей речи, составляющих единое целое в соответствии с обозначением окружающей действительности, поэтому он тесно связан со складом мышления носителей языка и является частью языкознания — сложной и разветвленной системы дисциплин как теоретического, так и прикладного характера.
В русском языке синтаксис вместе с морфологией составляет основы грамматики. В середине XIX века логическая школа грамматики, отражённая в трудах Буслаева, проявляла основной интерес к предложению, рассматривая и определяя его как суждение, выраженное словами. Конец XIX, начало XX века представлены в трудах формалистов (Фортунатов, Пешковский, Петерсон), выделявших словосочетание и определявших его как основной предмет изучения синтаксиса. Шахматов в своих работах предложил тезис о том, что существуют две синтаксических единицы — словосочетание и предложение.
Грамматические признаки предложений и их синтаксические особенности построения, в русском языкознании объединил B. B. Виноградов, введя термины «предикативность» и «коммуникативность», которые соединили понятие о предложении как части речи с особенностями грамматического и синтаксического построения (предложение строится индивидом в определённое время, несёт информацию, имеет содержание, адресат и грамматическую форму).
Предикативность по В. В. Виноградову — это минимальная синтаксическая категория, определяющая функциональную специфику предложения; ключевой признак предложения, относящий его содержание к действительности и тем самым делающий его единицей сообщения (высказывания). Современная наука о языке опирается на понятие предикативности, считая его ключевым понятием в синтаксисе.
Основой синтаксиса в мировых языках неизменно является конструкция, обозначающая предмет и действие, которые могут иметь разные значения и выражаться различными частями речи. Основа лексики — слово, которое формирует понятия о предметах и явлениях, основа синтаксиса — отражение отношений между предметами и понятиями. В предложении Снег идёт отражено природное явление и связанное с ним действие. Синтаксис устанавливает связи между этими понятиями, которые регулируются системой языковых отношений в разных культурах. Языковые системы имеют разные грамматические правила и категории, поэтому значительно отличаются друг от друга. В некоторых языках отсутствует понятие времени. На такой язык невозможно перевести фразу Мы вчера ходили в кино, так как в них отсутствует понятие «вчера и сегодня», а средствами синтаксиса и грамматики невозможно выразить отношения времени.
Столкновение носителей одного языка с другими синтаксическими моделями вызывает трудности перевода. Present Perfect в английском языке используется как настоящее время, а в русской модели оно кажется прошедшим.
Особой областью синтаксиса являются фразеологические единицы, которые функционируют в предложениях, имеют грамматические и синтаксические связи со словосочетаниями и членами предложения, но отличаются и от слова, и от словосочетания.
Синтаксические модели в разговорной речи и художественной литературе опираются на сложившуюся языковую норму, но в то же время расшатывают её, устанавливая новые связи, отходя и нарушая литературную норму, используя повторы, инверсию, тавтологию и другие приёмы. Часть приёмов относится к лексике и синтаксису одновременно, поэтому их называют «лексико-синтаксическими», другие в основном относятся к сфере синтаксиса, поэтому называются «синтаксическими фигурами».
В математике синтаксис определяется сводом правил, применимых в математических системах, таких как формальные языки. Упрощенные варианты исходной математической модели синтаксиса и методика его моделирования на компьютере применима к любому письменному языку.

## Классификация
Типология языков основана на установлении сходства и различий в языковом строе и синтаксисе того или иного языка. К. В. Гумбольдт делил языки на изолирующие, агглютинативные и флективные, что отражало стремление выделить типы языков на основе общих принципов строения грамматических форм. В агглютинирующих языках он выделял языки со специфическим синтаксисом предложения — инкорпорирующие, и ввёл в понятие языка такую единицу, как предложение.
Структура предложений, используемая в пределах того или иного синтаксиса, часто является основой типологической классификации языков:
- номинативный строй (большинство мировых языков);
- эргативный (например, аварский язык);
- активный и инактивный строй (многие автохтонные языки Северной и Южной Америки);
- инкорпоративный (самодийские языки);
- нейтральный строй (некоторые языки Западной Африки);

и другой строй в различных языках.
Синтаксис коммуникативный
Основная функция языка — общение (коммуникация) между людьми. Объектом изучения коммуникативного синтаксиса является процесс, превращающий слова в предложения, высказывания и связный текст. Это такие вопросы, как актуальное и синтагматическое членение предложения, функционирование словосочетаний в предложении, коммуникативная парадигма предложений, типология высказывания и т. д.
Семантический синтаксис
Объектами изучения семантического синтаксиса является текст и структурные схемы, при помощи которых происходит его связное построение: словосочетания, простое и сложное предложения, сложное синтаксическое целое, различного рода высказывания, связанные с ситуацией речи, а также строение текста, выходящее за пределы сложного синтаксического целого. Изучение языковых закономерностей имеет большое значение для лингвостилистического и психолингвистического анализов текста.
Статический синтаксис
Статический синтаксис изучает структуры, не связанные с контекстом: предложением, словосочетанием и пр. единицами языка. Это логически последовательная классификация элементов языка (разговорного, письменного или машинного) имеющегося в сознании носителей языка безотносительно к функционированию этих элементов в предложении. Например, грамматические парадигмы склонения и спряжения.
В современном языкознании и прикладных науках изучается также актуальный синтаксис, структурно-семантический, функциональный, когнитивная и генеративная лингвистика, а также многие другие направления.

## Некоторые направления в исследовании синтаксиса
С глубокой древности и до современной эпохи языкознание, и синтаксис в том числе, остается крайне неопределённой областью в части научных знаний и определений. В рамках теории познания и философии языка взгляд на синтаксис или знаковые системы меняется в зависимости от эпохи и воззрений исследователей, возникают различные школы и направления в семиотике, философии и языкознании, которые фокусируются на различных аспектах и проблемах языковых систем.
Все исследователи согласны с тем, что существует неразрывная связь между языком, мышлением и сознанием. Когда дело доходит до вопросов о природе и качестве этой связи, то одни ученые считают, что механизм мышления не связан с вербальным кодом, так как осуществляется независимо от языка на универсальном предметном качестве, который заложен в смысле выражения или предложения. Другие считают, что механизм мышления тесно связан с языком, и без него не может быть мышления. Третьи полагают, что мышление может быть как вербальным, так и невербальным (чувственно-образным).
Строение речи или текста как науку впервые рассматривали древнегреческие философы-стоики, ими же был введён термин «синтаксис» как средство передачи логического содержания высказываний. В центре внимания древнегреческих философов было изучение мыслительных процессов, поэтому логика, морфология и синтаксис стали отражением одного языкового явления.
В XIII—XVI веках в универсальных (философских) грамматиках и в «Грамматике Пор-Pояля» (XVII век) категории синтаксиса были названы универсальными (А. Aрно и К. Лансло), поскольку синтаксис определялся как содержательная область грамматики. Фонетика и морфология были отнесены в область выражения, а не содержания. Синтаксис рассматривался как учение о способах выражения мысли и рассматривал предложения и их части (члены предложения).
Данное направление получило отражение и в русской грамматической науке, начало которой В. В. Виноградов возводит к грамматикам Лаврентия Зизания (1596) и Мелетия Смотрицкого (1619), а затем развивается в трудах М. В. Ломоносова, затем И. И. Давыдова, К. С. Аксакова, Ф. И. Буслаева.
В истории философской мысли различают следующие языковые концепции:
- философия имени (период античности, средневековья) — язык рассматривался как обозначение предметов действительности;
- философия предложения (Новое время) — язык рассматривался как обозначение понятий, мыслей, чувств. В этот период философы приходят к мнению, что слово не может ясно выразить мысль, она должна быть оформлена в виде определённого стиля, которому соответствует предложение или высказывание;
- философия ценностных установок (Новое и новейшее время) — язык существует и используется людьми не произвольно, а в соответствии с их целенаправленной деятельностью, практикой (например, формальные языки). Большинство людей не стремится познать истину (как в философии предложения), которая представляет объект таким, каким он является безотносительно к целям человека. Для человека XXI века самостоятельную ценность имеет значение объекта в определённых условиях, чаще всего — в рамках профессиональной деятельности.

На протяжении XIX—XX веков существовали три основных направления в изучении синтаксиса, которые во многом противопоставлялись друг другу:
- логико-синтаксическое;
- психолого-синтаксическое;
- формально-синтаксическое.

В центре внимания этих направлений находится предложение. Логико-синтаксическое направление разрабатывали, в основном, Н. И. Греч и Ф. И. Буслаев, формально-синтаксическое лежало в основе исследований Ф. Ф. Фортунатова, психолого-синтаксическое — А. М. Пешковский и А. А. Шахматов.
Большое влияние на мировую науку о языке оказали такие учёные, как Л. С. Выготский, Ж. Марузо, С. Ф. Брюно (Франция), Е. Курилович (Польша), американские ученые Э. Сепир, Б. Уорф, лингвисты Женевской школы (Ш. Балли, А. Сешеэ, А. Фрей) и многие другие ученые.
Современный период в развитии отечественного языкознания характеризуется бурным развитием лингвистических теорий вообще и синтаксических в частности. Современному состоянию синтаксических учений свойственно наличие очень многих аспектов в трактовке языковых явлений. Одни из них связаны с изучением семантики синтаксических единиц, другие изучают структуру, третьи отражают стремление раскрыть структурно-семантические особенности языков, четвёртые связаны с прикладными науками. Большое количество синтаксических проблем и возможность подойти к ним с разных точек зрения в соединении с обилием аспектов рассмотрения привело к тому, что появилось невиданное ранее в науке количество направлений в исследованиях синтаксиса и синтаксических концепций, включая такие направления, как синтаксическая стилистика и когнитивный синтаксис.

## Синтаксические средства
Синтаксис как учение о связной речи тесно переплетается со стилистикой, поскольку все основные функционально-стилевые и эмоционально-экспрессивные свойства языковых единиц разных уровней проявляются в условиях определенного синтаксического контекста. Наличие коммуникативных и логических синтаксических средств делает синтаксис наиболее универсальной частью в языковой структуре.
- Парцелляция
- Анафора
- Эпифора
- Градация
- Параллелизм
- Оксюморон
- Антитеза
- Инверсия
- Лексический повтор
- Риторический вопрос
- Рефрен
- Синтаксический параллелизм
- Хиазм
- Эллипсис
- Умолчание
- Повтор
- Катахреза
- Эпанафора
- Многосоюзие
- Бессоюзие